# Axel Enström
Ej att förväxla med industrimannen Axel Gustaf Torbjörn Enström (1893–1977), verksam inom SCA. För bogserbåten, se Axel Enström (bogserbåt). För artisten Axel Ehnström, se Paradise Oskar.
Axel Fredrik Enström, född 21 augusti 1875 i Johannes församling, Stockholm, död 31 mars 1948 i Hedvig Eleonora församling, Stockholm, var en svensk ingenjör och ämbetsman.
Efter studentexamen 1891 studerade Enström vid KTH och tog examen från KTH 1894. År 1902 tog han en filosofie licentiatexamen vid Uppsala universitet. Under åren 1896–1908 undervisade Enström i fysik och elektroteknik vid KTH, Artilleri- och ingenjörshögskolan och Sjökrigshögskolan.
Under åren 1903–1916 var han delägare i Elektriska prövningsanstalten och genomförde konsult- och utredningsverksamhet inom det elektrotekniska området, åt staten, kommuner och företag.
År 1916 utsågs Enström till chef för industribyrån inom Kommerskollegium och blev 1919 kommerseråd. Han var ledamot av den industrikommission som fanns under första världskriget.
Enström tog 1918 initiativ till att Ingenjörsvetenskapsakademien (IVA) bildades, och blev 1919 IVA:s förste verkställande direktör och erhöll professors titel, samtidigt som han lämnade Kommerskollegium. Han var också ledamot av ett stort antal statliga kommittéer, och han invaldes som ledamot av Kungliga Vetenskapsakademien 1922. År 1939 tilldelades han IVA:s stora guldmedalj "för hans insatser för teknikens utveckling".
Enström skrev också de flesta elektricitetsrelaterade artiklarna i Nordisk familjeboks "Uggleutgåva". Han är gravsatt i Gustav Vasa kyrkas kolumbarium i Stockholm.